# Leo Weber (Historiker)
Leo Johann Weber SDB (* 12. Dezember 1928 in Gosheim; † 15. Dezember 2019 in Benediktbeuern) war ein römisch-katholischer Ordenspriester sowie Kirchen- und Kunsthistoriker.

## Leben
Leo Weber, sechstes von acht Kindern, wurde nach einer Lehre zum Maler zum Kriegsdienst verpflichtet. Nach Rückkehr aus amerikanischer Kriegsgefangenschaft trat er 1947 in das Spätberufenenseminar der Salesianer Don Boscos im schwäbischen Kloster Buxheim ein. Von 1949 bis 1954 besuchte er das damalige Gymnasium Benediktbeuern. 1952 legte er sein erstes Ordensgelübde ab und erhielt den Ordensnamen Leo. Am 29. Juni 1961 empfing er in der Päpstlichen Basilika St. Benedikt in Benediktbeuern die Priesterweihe. Anschließend war er in der Jugendseelsorge tätig.
1969 wurde er bei Georg Schwaiger an der katholisch-theologischen Fakultät der Ludwig-Maximilians-Universität München mit einer kirchengeschichtlichen Dissertation über Veit Adam von Gepeckh, Fürstbischof von Freising, zum Dr. theol. promoviert. 1983 wurde er mit einer weiteren Dissertation über die Erneuerung des Domes zu Freising in den Jahren 1621 bis 1630 bei Norbert Lieb in Kunstgeschichte zum Dr. phil. promoviert. Er war ab 1970 zunächst Dozent, ab 1981 Professor an der Philosophisch-Theologischen Hochschule Benediktbeuern. 2000 wurde er emeritiert; Nachfolger wurde Norbert Wolff.
Weber starb am 15. Dezember 2019 im Alter von 91 Jahren an den Folgen einer Parkinson-Erkrankung im Kloster Benediktbeuern und wurde am 21. Dezember 2019 auf dem Friedhof der Salesianer beigesetzt.

## Wirken
Forschungsschwerpunkt von Leo Weber war neben den Salesianern Don Boscos die christlich-barocke Kunst. Er galt als profunder Kenner des Klosters Benediktbeuern. Er war Ehrenmitglied des Bundes Bayerischer Gebirgsschützen. 2008 wurde er zum Ehrenbürger der Gemeinde Benediktbeuern ernannt für seine „außergewöhnlichen Verdienste um Benediktbeuern und das Kloster“.
Leo Weber verfasste zahlreiche kirchen- und kunsthistorische Arbeiten.

## Schriften (Auswahl)
- Veit Adam von Gepeckh. Fürstbischof von Freising, 1618 bis 1651. Seitz & Höfling, München 1972.
- Loisachtaler Gemeinden - Beschreibung der Landschaft, Chronikale Geschichte, Ereignisübersicht ab 1803. Verlag Günther Aehlig, Bad Tölz, 1. Auflage 1976.
- Die Erneuerung des Domes zu Freising 1621–1630 mit Untersuchungen der Goldenen-Schnitt-Konstruktionen Hans Krumppers und zum Hochaltarbild des Peter Paul Rubens. Don Bosco, München 1985, ISBN 3-7698-0541-0.
- (Hrsg.) Vestigia Burana: Spuren und Zeugnisse des Kulturzentrums Kloster Benediktbeuern. Don Bosco, München 1995, ISBN 3-7698-0790-1.
- Kloster Benediktbeuern. Kloster und päpstliche Basilika St. Benedikt. Schnell und Steiner, Regensburg 1974; 11. Auflage: Kloster Benediktbeuern. Mit päpstlicher Basilika und Anastasiakapelle. Schnell und Steiner, Regensburg 2001, ISBN 3-7954-4095-5.
- Kloster Benediktbeuern: Hoheits-, Wirtschafts- und Kulturzentrum seit dem frühen 8. Jahrhundert im Pfaffenwinkel. Schnell und Steiner, Regensburg 2003, ISBN 3-7954-1412-1.
- Filialkirche St. Georg Bichl. Schnell und Steiner, Regensburg 2006, ISBN 3-7954-6628-8.